# Flamansko slikarstvo
Flamansko slikarstvo je slikarska produkcija Flamanaca naseljenih u današnjoj Flandriji, tj. slikarstvo povijesnih država i pokrajina: Grofovija Flandrija, Burgundijska Nizozemska, Habsburška Nizozemska, Španjolska Nizozemska, Austrijska Nizozemska, Francuska Belgija i Nizozemska Belgija.

## Kasnogotičko slikarstvo
U kasnoj gotici, početkom 15. stoljeća, Flamanci su bili prvi umjetnici koji su popularizirali uporabu uljenih boja i slikarstva minijatura, ali i prvih europskih portreta. Tada je Flandrija privlačila mnoge obećavajuće umjetnike iz okolice i proizvodila mnoge umjetnike koji su obilježili umjetnost sjeverne Europe. Među najvažnijima su bili: Jan van Eyck (1395. – 1441.), Hans Memling, Hugo van der Goes, Robert Campin i Rogier van der Weyden. Ovi slikari su u gotički naturalizam unijeli krajnji realizam pojedinosti, tako da su likovi na njihovim djelima slikani s detaljnim osobinama naravi. 

## Renesansno slikarstvo
Flamanci su se u umjetnosti istaknuli osobito kao slikari, a najveću slavu stekli su za vrijeme renesanse. Pieter Brueghel stariji (oko 1515. ili 1530. – 69.) bio je slikar koji se potpuno okrenuo prirodi, toliko da je i likove (obično fladrijske seljake) na svojim slikama prilagođavao „ptičjoj perspektivi” da bi krajolik došao do potpunog izražaja. On je prvi pokazao osebujnost krajolika u različitim obličjima, tako što je „portretirao” godišnja doba. Njega su naslijedili njegovi sinovi, Pieter Brueghel mlađi (1564. – 1638.) i Jan Brueghel stariji. Jan Brueghel stariji je poznat kao prvi slikar samostalnih mrtvih priroda s cvijećem i krajolika, što je opet barokna odlika. 

## Flamanski barok
Nakon opsade Antwerpena (1584.-'85.) južne nizozemske pokrajine (Flandrija) ostale su odvojene od neovisne Nizozemske Republike na sjeveru. Premda su brojni umjetnici pobjegli od vjerskih ratova na sjever, što će kasnije dovesti do procvata nizozemskog baroknog slikarstva „Zlatnog doba”, na jugu se javlja tzv. „Antwerpenska škola” koja će postati jedna od najutjecajnijih u Europi, ponajviše zbog rada njezinih najvažnijih predstavnika kao što su: Peter Paul Rubens (1577. – 1640.), Anthonis van Dyck (1599. – 1641.) i Jacob Jordaens.
No, nakon smrti ovih slikara kulturni značaj Flandrije, zajedno s njezinom gospodarkom važnošću, blijedi dok jača utjecaj nizozemskih gradova i drugih slikarskih škola (Amsterdam, Haarlem, Gouda, Rotterdam, Utrecht, Delft i Leiden). 

## Preporod
Preporod flamanskog slikarstva je uglavnom vezan za Belgijsku revoluciju 1830. i slikarsku produkciju u Bruxellesu. No, ova se umjetnost uglavnom smatra za belgijsku, a ne isključivo flamansku. 
Od svih belgijskih umjetnika iz Flandrije na početku 20. stoljeća najznačajniji je bio James Ensor, i za njega vezan pokret poznat kao „flamanski ekspresionizam” koji je vodio Constant Permeke.